# Stanislav Bilen'kyj
Stanislav Serhijovyč Bilen'kyj (in ucraino Станіслав Сергійович Біленький?; Donec'k, 22 agosto 1998) è un calciatore ucraino, attaccante dell'Ironi Tiberias.

## Caratteristiche tecniche
È un centravanti.

## Carriera

### Club
Cresciuto nelle giovanili dell'Olimpik Donec'k, ha esordito in prima squadra il 31 maggio 2017 in occasione del match di campionato perso 2-0 contro lo Zorja.

### Nazionale
Ha giocato nelle nazionali giovanili ucraine Under-19 ed Under-21.

## Palmarès

### Competizioni nazionali
- Campionato georgiano: 1

Dinamo Tbilisi: 2022